# Verquelure
 (mars 2015).
Si vous disposez d'ouvrages ou d'articles de référence ou si vous connaissez des sites web de qualité traitant du thème abordé ici, merci de compléter l'article en donnant les références utiles à sa vérifiabilité et en les liant à la section « Notes et références ».

La verquelure, connue depuis le Moyen Âge, est à l'origine un tissu de chanvre typique du Pays de Montbéliard, ancien Comté indépendant qui ne sera rattaché à la France qu'en 1793 et situé aujourd'hui en Bourgogne Franche-Comté. Cette verquelure désignait exclusivement un tissu de chanvre tissé à la main dans le Pays de Montbéliard et présentant des carreaux en deux ou trois couleurs (blanc, bleu et rouge garance). Le bleu et blanc semble d'une façon générale le plus répandu. Vient ensuite le tricolore et enfin le rouge et blanc. Verquelure vient d'ailleurs de « verquelé » qui signifie « à carreaux » .

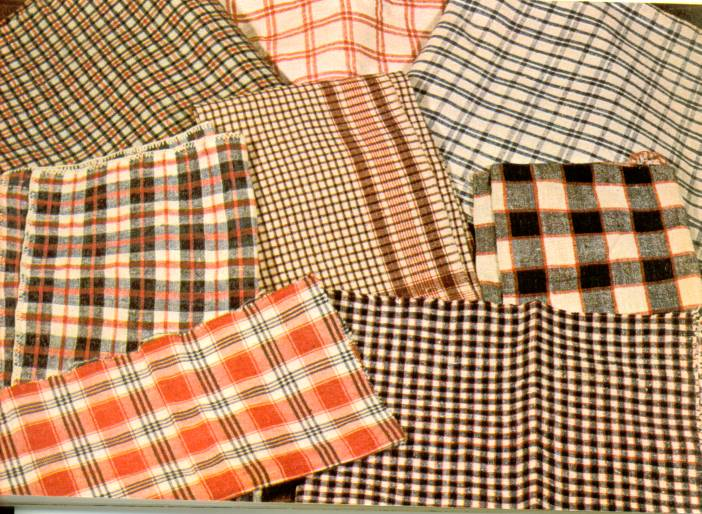
Tissu Verquelure

## Histoire

### La matière première
Le chanvre est l’une des plus anciennes fibres textiles cultivées. Sa culture en Europe et en Chine remonte à plus de 8 000 ans. N'oublions pas qu'en 1850, environ 75% du textile mondial était produit à partir du chanvre !
Jusqu'à la fin du XIXe siècle, chaque village du Pays de Montbéliard réservait dans son finage une surface destinée à la culture d'une plante textile : le chanvre dont les fibres sont très résistantes.
Ces petits lopins de terre familiaux étaient connus sous le nom de oiche ou ouche qui signifie chenevière. En dehors des cultures vivrières, préoccupation vitale du monde paysan, la production de fibres textiles pour réaliser cette toile à usages divers a marqué la civilisation locale au point de devenir une véritable spécialité.
La culture du chanvre était suivie d'un cortège sempiternel de travaux pour aboutir, à partir d'une tige herbacée, à fabriquer les tissus du linge de maison et des vêtements.
Se succédaient toute une série de travaux domestiques assumés par les familles :
- À l’automne, après la récolte, les fibres subissaient le rouissage c'est-à-dire la macération dans un endroit humide pour faciliter la séparation de l'écorce filamenteuse avec la tige
- puis venait le teillage qui consiste en la séparation manuelle des fibres de la tige, sauf dans certains villages équipés de moulins à eau pour réaliser les opérations mécaniquement.
- Les fibres étaient ensuite, le plus souvent, peignées manuellement pour éliminer la gomme et les impuretés (technique du peignage).
- Le filage au fuseau fut remplacé au XVIIIe siècle par le filage au rouet à pédale.

### Fabrication du tissu
La teinture du fil et le tissage sur des métiers manuels étaient confiés pour une large part aux mains des artisans, présents dans la quasi-totalité des villages.
Selon la technique de tissage on obtenait plusieurs sortes de toile :
·     Une toile commune obtenue par simple croisement du fil de trame avec le fil de chaîne, qui donnait une toile sans relief particulier, utilisée pour les enveloppes de matelas
·     Un sergé-croisé pour obtenir un motif croisé en diagonale, utilisé pour faire des étoffes destinées au linge de maison ordinaire comme les draps, nappes, mouchoirs, vêtements de travail. Cette toile très rugueuse au début devenait, au fil des lavages, plus souple et soyeuse comme le lin.
·     Un damassé, pour obtenir plus de relief par la présence de carreaux de couleur qui apportaient plus de finesse et de richesse à ce tissu. Son aspect coloré et décoratif le destinait aux taies d’oreillers et d’édredons, aux nappes, rideaux et serviettes.

## Aujourd’hui
Ce magnifique tissu de chanvre, damassé ou non, n'est plus fabriqué depuis l'avant-guerre 1914-18.
Cependant, à défaut de pouvoir tisser du chanvre encore rare, une nouvelle verquelure à base de lin et coton est à nouveau tissée dans le Pays de Montbéliard grâce à un savoir-faire retrouvé et la volonté de l'Office de Tourisme de lui redonner ses lettres de noblesse.
L'aventure a commencé en 2018, l'Office de Tourisme désireux de mettre en avant les savoir-faire locaux et de créer une boutique de produits identitaires représentant la destination Pays de Montbéliard, a mobilisé ses réseaux. Le choix de la verquelure comme produit emblématique était une évidence et un jeune tisserand est trouvé! C'est un véritable renouveau pour la verquelure qui sort tout droit de l'atelier Métis à Etupes. Toute une dynamique se met en place autour de ce tissu emblématique, des couturières se mettent au travail. D’abord bénévolement avec une association puis un partenariat voit le jour avec des étudiants de la section Mode et Design du Lycée des Huisselets à Montbéliard. Enfin professionnellement avec la plateforme d’insertion Frip’Vie à Grand-Charmont qui va mettre en place un atelier couture spécialement pour la verquelure.
Grâce à cette démarche, les Montbéliardais sont heureux de pouvoir à nouveau acheter de la verquelure pour leur intérieur.